# Halil Altıntop
Halil Altıntop (født 8. december 1982 i Gelsenkirchen, Vesttyskland) er en tyskfødt tyrkisk tidligere fodboldspiller, der sidst spillede som angriber eller offensiv midtbanespiller hos 1. FC Kaiserslautern. Han spillede tidligere for blandt andet Schalke 04, Trabzonspor og Eintracht Frankfurt.
Altıntops tvillingebror, Hamit Altıntop, var også professionel fodboldspiller.

## Landshold
Altıntop opnåede 38 kampe og otte scoringer for Tyrkiets landshold, som han debuterede for i 2004. I modsætning til sin bor Hamit blev han ikke udtaget til den tyrkiske trup til EM i 2008.